# Надлопаткова артерія
Надлопаткова артерія (лат. a. suprascapularis) — кровоносна судина та одна з гілок щитошийного стовбура.

## Топографія
Надлопаткова артерія проходить вниз і вздовж переднього драбинчастого м'язу та діафрагмального нерва, під грудинно-ключично-сосцеподібним м'язом. Потім артерія перетинає підключичну артерію і плечове сплетення, проходить позаду та вздовж ключиці та підключичного м'язу та попід нижнім черевцем ключично-під'язикового м'язу доходить до верхньої межі лопатки. Надлопаткова артерія проходить над верхньою поперечною зв'язкою лопатки (на відміну від надлопаточного нерва, що проходить нижче зв'язки). Артерія потім проходить у надосній ямці лопатки (fossa supraspinata), проходячи між кісткою та надосним м'язом (m. supraspinatus). Далі надлопаткова артерія нисходить позаду шийки лопатки проходить через велику лопаточну вирізку і попід нижньою поперечною зв'язкою проходить до підостьової ямки, де дана артерія анастомозує з артерією, що огинає лопатку (a. circumflexa scapulae) та низхідною гілкою поперечної артерії шиї (a. transversa colli).

## Кровопостачання
Надлопаткова артерія кровопостачає грудинно-ключично-сосцеподібний м'яз, м'язи лопатки, плечовий суглоб, а також шкіру у ділянці верхній частини грудної клітки та над акроміоном.